# ايه اي دبليو فيتر فيست
فيتير فيست  هو حدث مصارعة محترف يروج له اتحاد أول ايليت ريسلينج (AEW). سيصبح هذا العرض هو الحدث الثاني تحت شعار AEW وسيتم عقده يوم السبت الموافق 29 يونيو 2019 في قاعة اوشن سنتر في دايتونا بيتش بولاية فلوريدا إلى وهو جزء من احدث جولة فايت جيم التي يروج لها اتحاد كوميونتي ايفورت اورلاندو الذي يعرف باسم CEO . اسم الحدث هو محاكاة ساخرة لمهرجان فاير فيستفا المحتال.  سيتم بث الحدث مجانًا على خدمة البث المباشر عبر شبكة
B / R. 

## بناء العرض
سوف يشهد عرض فيتير فيست مباريات المصارعة المهنية التي تحتوي على مصارعين مختلفين من الخلافات وخطوط القصة الموجودة مسبقا. يصور المصارعون الأشرار أو الأبطال أو الشخصيات الأقل تميزًا في السناريوهات المختلفة التي تؤدي إلى التوتر وتنتج مباراة مصارعة أو سلسلة من المباريات. 

## المباريات
| ترتيب المباراة    | المباراة | نوع المباراة | الوقت بالدقيقة | ملاحظات |
| ----------------- | --- | --- | -------------- | ------- |
| 1 العرض الافتتاحي | فريق أفضل الأصدقاء (تشاك تايلور وترينت بيريتا) يهزم فريق سوكال انسوريسيرد ( فرانكي كازاريان وسكوربيو سكاي ) و فريق برايفت بارتي (إسياه كاسيدي ومارك كوين) | مباراة فرق تهديد ثلاثي الفريق الفائز يتقدم للجولة الاولي من دوري باي في عرض اول اوت علي بطولة بطولة ايه اي دبليو للفرق | 16:00          | [ 6 ]   |
| 2 العرض الافتتاحي | اللي تهزم ليفا باتيس ( برفقة بيتر ايفلون ) | مباراة فردية | 8:50           | [ 7 ]   |
| 3 العرض الافتتاحي | مايكل ناكازاوا يهزم اليكس جابريلي | مباراة فردية هاردكور                                                                                                   | 9:30           | [ 8 ]   |
| 4                 | شيما يهزم كريستوفر دانيالز | مباراة فردية تصفية حسابات                                                                                              | 9:40           | [ 9 ]   |
| 5                 | ريهز تهزم يوكا سوكازوكي ونايلا روز | تهديد ثلاثي نساء | 12:30          | [ 10 ]  |
| 6                 | ادم بيج يهزم جانجل بوي ضد جيمي هافوك ضد ام جي اف | قاتلة رباعية | 10:50          | [ 11 ]  |
| 7                 | كودي رودز برفقة برندي رودز ضد ديربي الين انتهت المباراة بدون فائز بسبب انتهاء الوقت المحدد للمباراة                                                       | مباراة فردية | 20:00          | [ 12 ]  |
| 8                 | فريق الايليت( كيني أوميغا و مات جاكسون ونيك جاكسون ) يهزمون فريق اللوتشا بروس (بينتاجون جونيور وراي فينكس )و لاريدو كيد                                   | مباراة فرق ست رجال | 20:50          | [ 13 ]  |
| الحدث الرئيسي     | جون موكسلي يهزم جوي جانيلا | مباراة غير مصدق عليها( مباراة نو ديسكوالفيكاشين )                                                                      | 20:00          | [ 14 ]  |

## روابط خارجية
- ايه اي دبليو فيتر فيست على موقع IMDb (الإنجليزية)
- ايه اي دبليو فيتر فيست على موقع قاعدة بيانات الفيلم (الإنجليزية)
- ايه اي دبليو فيتر فيست على موقع كينوبويسك (الروسية)

- الموقع الرسمي
- موقع مهرجان فيتر فيست الرسمي